# Hoofdwegen in Brazilië

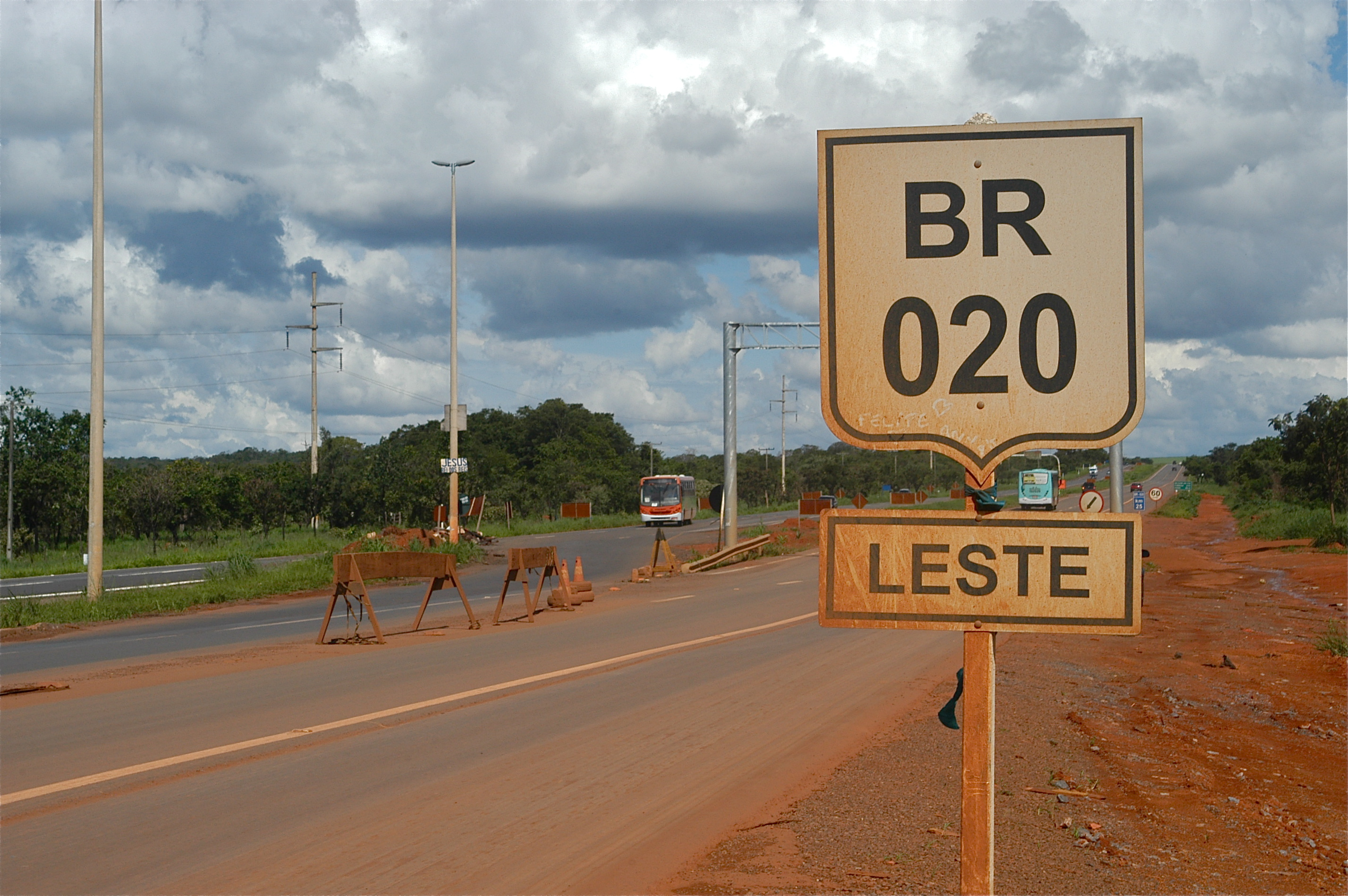
De BR-020

Het Braziliaanse wegensysteem (Portugees: Sistema Nacional de Rodovias) is het belangrijkste logistieke systeem van Brazilië met een lengte van 1,7 miljoen kilometer aan snelwegen en hoofdwegen. Het grootste gedeelte van het Brazilaanse snelwegennet ligt in de staat São Paulo.

## Nomenclatuur
Braziliaanse regionale hoofdwegen hebben als naam YY-XXX, waarbij YY de afkorting is van de staat waar de snelweg doorheen loopt en XXX een getal is (bijvoorbeeld SP-280, waar SP betekent dat de weg beheerd wordt door de staat São Paulo).
Braziliaanse nationale hoofdwegen hebben als naam BR-XXX, waarbij XXX een getal is. Nationale hoofdwegen verbinden meerdere staten met elkaar, zijn van groot belang voor de nationale economie en/of sluiten Brazilië aan op een ander land. De betekenis van de cijfers:
- 000-099 - betekent dat de weg radiaal loopt vanuit Brasilia. Het is een uitzondering op de onderstaande gevallen.
- 100-199 - betekent dat de weg in noord-zuid-richting loopt (longitudinaal).
- 200-299 - betekent dat de weg in west-oost-richting loopt (transversaal).
- 300-399 - betekent dat de weg in diagonale richting loopt. Snelwegen met oneven nummers lopen noordoost-zuidwest, snelwegen met even nummers lopen noordwest-zuidoost.
- 400-499 - betekent dat de weg twee belangrijke wegen met elkaar verbindt.

Vaak krijgen snelwegen een naam (beroemde mensen etc.), maar behouden hun YY/BR-XXX-naam (voorbeeld: Rodovia Castelo Branco is ook SP-280).